# Potkobiljak
 Potkobiljak  falu Horvátországban, Tengermellék-Hegyvidék megyében. Közigazgatásilag Fužinéhez tartozik.

## Fekvése
Fiume központjától 23 km-re délkeletre, községközpontjától  5 km-re délre fekszik.

## Története
A településnek 1857-ben 74, 1910-ben 56 lakosa volt. 1920-ig Modrus-Fiume vármegye Delnicei járásához tartozott. 2001-ben a falunak 10 lakosa volt.

## Lakosság
| Lakosság változása | Lakosság változása | Lakosság változása | Lakosság változása | Lakosság változása | Lakosság változása | Lakosság változása | Lakosság változása | Lakosság változása | Lakosság változása | Lakosság változása | Lakosság változása | Lakosság változása | Lakosság változása | Lakosság változása | Lakosság változása |
| ------------------ | ------------------ | ------------------ | ------------------ | ------------------ | ------------------ | ------------------ | ------------------ | ------------------ | ------------------ | ------------------ | ------------------ | ------------------ | ------------------ | ------------------ | ------------------ |
| 1857               | 1869               | 1880               | 1890               | 1900               | 1910               | 1921               | 1931               | 1948               | 1953               | 1961               | 1971               | 1981               | 1991               | 2001               | 2011               |
| 74                 | 59                 | 72                 | 60                 | 62                 | 56                 | 55                 | 54                 | 39                 | 40                 | 36                 | 20                 | 13                 | 14                 | 10                 | 0                  |